# 美少女日記III
『美少女日記III』（びしょうじょにっきさん）は、2002年9月30日から2003年3月28日まで月曜日 - 金曜日の深夜にテレビ東京系で放送されていたミニ番組である。美少女の何気ない日常を描いたほのぼのホームドラマと松浦亜弥、藤本美貴二人によるコントの2部構成。

## 番組概要
- 前半（2002年9月30日 - 12月27日放送分）
  - ことミック大辞典
  - 湘南瓦屋根物語
- 後半（2003年1月6日 - 3月28日放送分）
  - 燃えろ!マナー部
  - リトルホスピタル

## 出演者
- 湘南瓦屋根物語
  - 菅谷梨沙子（主演）（Berryz工房）
  - 石村舞波（元Berryz工房）
  - 加藤紀子
  - 鈴木隆史
  - 星野光代
  - 河野智典
  - 宇野祥平
  - 石田理恵
  - 斉藤隆司
- リトルホスピタル
  - 夏焼雅（主演）（Berryz工房）
  - 村上愛（主演）（元℃-ute）
  - 熊井友理奈（主演）（Berryz工房）
  - 加藤紀子
  - 稲葉貴子（元太陽とシスコムーン）
  - 大沢紗衣
  - 伊藤江里
  - 松本玲子
  - むかい誠一
  - 久保利明
  - 羽田陸生
- ことミック大辞典、燃えろ!マナー部
  - 松浦亜弥
  - 藤本美貴（元モーニング娘。）

## DVD
- ことミック大辞典 上巻（2003年5月2日）
- ことミック大辞典 下巻（2003年5月2日）
- 燃えろ!マナー部 1（2003年7月2日）
- 燃えろ!マナー部 2（2003年7月2日）
- 湘南瓦屋根物語 Vol.1（2005年12月7日）
- 湘南瓦屋根物語 Vol.2（2005年12月7日）
- 湘南瓦屋根物語 Vol.3（2005年12月7日）
- リトル・ホスピタル Vol.1（2005年10月26日）
- リトル・ホスピタル Vol.2（2005年10月26日）

| テレビ東京 ハロー!プロジェクト ミニ番組              | テレビ東京 ハロー!プロジェクト ミニ番組         | テレビ東京 ハロー!プロジェクト ミニ番組   |
| 前番組                                               | 番組名                                          | 次番組                                    |
| ---------------------------------------------------- | ----------------------------------------------- | ----------------------------------------- |
| 美少女教育II （2002年4月1日 - 9月27日）              | 美少女日記III （2002年9月30日 - 2003年3月28日） | セクシー女塾 （2003年3月31日 - 9月27日）  |
| テレビ東京 火曜 - 土曜0:45 - 0:50（月曜 - 金曜深夜） |                                                 |                                           |
| 美少女教育II                                         | 美少女日記III                                   | スポパラ ※0:09 - 0:50 - 5分繰り下げて継続 |